# Liste des espèces végétales protégées en Pays de la Loire
La liste des espèces protégées en Pays de la Loire est une liste officielle définie par le gouvernement français, recensant les espèces végétales qui sont protégées sur le territoire de la région Pays de la Loire, en complément de celles qui sont déjà protégées sur le territoire métropolitain. Elle a été publiée dans un arrêté du 25 janvier 1993.

## Ptéridophytes
- Adiantum capillus-veneris, Cheveu de Vénus.
- Anogramma leptophylla (L.) Link, Anogramme à feuilles minces.
- Asplenium marinum L., Doradille marine.
- Asplenium septentrionale (L.) Hoffm., Doradille nordique.
- Equisetum × moorei Newman, Prêle occidentale.
- Lycopodium clavatum L., Lycopode en massue.
- Ophioglossum lusitanicum L., Ophioglosse du Portugal.
- Oreopteris limbosperma (Bellardi ex All.) Holub, synonyme[2] de Thelypteris limbosperma (Bellardi ex All.) H.P.Fuchs, Fougère des montagnes.

## Phanérogames angiospermes

### Monocotylédones
- Allium ericetorum Thore, Ail des Landes.
- Anacamptis palustris var. palustris synonyme de Orchis laxiflora subsp. palustris (Jacq.) Bonnier & Layens, Orchis des marais.
- Anthericum liliago L., Phalangère à fleurs de lis.
- Antinoria agrostidea (DC.) Parl., Canche faux agrostis.
- Blysmus compressus (L.) Panz. ex Link, Scirpe comprimé.
- Calamagrostis canescens (Weber) Roth, Calamagrostis lancéolé.
- Carex depauperata Curtis ex With., Laîche appauvrie.
- Carex lasiocarpa Ehrh., Laîche filiforme.
- Carex liparocarpos Gaudin, Laîche luisante.
- Carex strigosa Huds., Laîche maigre.
- Catabrosa aquatica (L.) P.Beauv., Catabrose aquatique.
- Cephalanthera damasonium (Mill.) Druce, Céphalanthère à grandes fleurs.
- Cephalanthera longifolia (L.) Fritsch, Céphalanthère à feuilles en épée.
- Cephalanthera rubra (L.) Rich., Céphalanthère rouge.
- Coeloglossum viride (L.) Hartm., Orchis vert.
- Deschampsia media (Gouan) Roem. & Schult., Canche moyenne.
- Deschampsia setacea (Huds.) Hack., Canche des marais.
- Epipactis atrorubens (Hoffm.) Besser, Epipactis rouge sombre.
- Epipactis microphylla (Ehrh.) Sw., Epipactis à petites feuilles.
- Epipactis muelleri Godfery, Epipactis de Müller.
- Epipactis phyllanthes G.E.Sm., Epipactis des dunes.
- Epipactis viridiflora (Hoffm.) Krock., synonyme de Epipactis purpurata Sm., Epipactis pourpre.
- Eriophorum latifolium Hoppe, Linaigrette à larges feuilles.
- Eriophorum vaginatum L., Linaigrette vaginée.
- Gladiolus illyricus W.D.J.Koch, Glaïeul d'Illyrie.
- Gymnadenia odoratissima (L.) Rich., Orchis odorant.
- Iris spuria subsp. maritima (Lam.) P.Fourn., Iris bâtard.
- Juncus anceps Laharpe, Jonc à deux faces.
- Juncus squarrosus L., Jonc raide.
- Limodorum abortivum (L.) Sw., Limodore abortive.
- Maianthemum bifolium (L.) F.W.Schmidt, Maïanthème.
- Milium vernale M.Bieb., Millet printanier.
- Muscari botryoides (L.) Mill., Muscari faux botryde.
- Najas minor All., Petite naïade.
- Narcissus bulbocodium L., Trompette de Méduse.
- Narthecium ossifragum (L.) Huds., Narthécie des marais.
- Orchis anthropophora (L.) All., synonyme deAceras anthropophorum (L.) R.Br., Acéras homme pendu.
- Pancratium maritimum L., Lis maritime.
- Paris quadrifolia L., Parisette.
- Poa chaixii Vill., Pâturin de Chaix.
- Rhynchospora alba (L.) Vahl, Rhynchospore blanc.
- Rhynchospora fusca (L.) W.T.Aiton, Rhynchospore brun.* Romulea columnae subsp. columnae, Romulée à petites fleurs.
- Schoenoplectus triqueter (L.) Palla, synonyme de Scirpus triqueter L., Scirpe triquètre.
- Serapias cordigera L., Sérapias en cœur.
- Smilax aspera L., Salsepareille.
- Sparganium minimum Wallr., Rubanier nain.
- Stipa pennata L., Plumet.
- Trichophorum cespitosum subsp. germanicum (Palla) Hegi, synonyme de Scirpus cespitosus subsp. germanicus (Palla) Brodd., Scirpe cespiteux.
- Triglochin palustre L., Troscart des marais.
- Zostera noltii Hornem., Zostère naine.

### Dictotylédones
- Achillea maritima (L.) Ehrend. & Y.P.Guo, synonyme de Otanthus maritimus (L.) Hoffmans. & Link, Diotis blanc.
- Aconitum napellus subsp. lusitanicum Rouy synonyme de Aconitum napellus subsp. neomontanum (Wulfen) Gáyer, Aconit du Portugal.
- Adenocarpus complicatus (L.) J.Gay, Adénocarpe.
- Alyssum simplex subsp. simplex, synonyme de Alyssum minus (L.) Rothm., Alysson des champs.
- Artemisia maritima subsp. maritima, Armoise maritime.
- Bartsia trixago L. synonyme de Bellardia trixago (L.) All., Bellardie.
- Campanula persicifolia L., Campanule à feuilles de pêcher.
- Cardamine amara L., Cardamine amère.
- Cardamine parviflora L., Cardamine à petites fleurs.
- Cerastium dubium (Bastard) Guépin, Céraiste aberrant.
- Ceratophyllum submersum L., Cératophylle submergé.
- Cistus lasianthus subsp. alyssoides (Lam.) Demoly, synonyme de Halimium alyssoides (Lam.) K.Koch, Hélianthème faux alysson.
- Cistus salviifolius L., Ciste à feuilles de sauge.
- Cochlearia anglica L., Cranson d'Angleterre.
- Convolvulus lineatus L., Liseron rayé.
- Crepis suffreniana (DC.) J.Lloyd, Crépis de Suffren.
- Cytisus supinus L. , synonyme de Chamaecytisus supinus (L.) Link, Cytise couché.
- Daphne gnidium L., Garou.
- Echium asperrimum Lam., Vipérine des Pyrénées.
- Erica vagans L., Bruyère vagabonde.
- Erodium maritimum (L.) L'Hér., Erodium maritime.
- Euphorbia palustris L., Euphorbe des marais.
- Euphorbia seguieriana Neck., Euphorbe de Séguier.
- Exaculum pusillum (Lam.) Caruel, Cicendie naine.
- Galatella linosyris (L.) Rchb.f. synonyme de Aster linosyris (L.) Bernh., Linosyris.
- Galium mollugo subsp. neglectum (Le Gall ex Gren.) Nyman, synonyme de Galium neglectum Le Gall ex Gren., Gaillet négligé.
- Genista pilosa L., Genêt velu.
- Gentiana cruciata L., Gentiane croisette.
- Gentiana pneumonanthe L., Gentiane pneumonanthe.
- Globularia bisnagarica L., synonyme de Globularia punctata Lapeyr., Globulaire commune.
- Helianthemum apenninum (L.) Mill., Hélianthème de l'Apennin.
- Helianthemum salicifolium (L.) Mill., Hélianthème à feuilles de saule.
- Hippuris vulgaris L., Pesse d'eau.
- Hornungia petraea (L.) Rchb., Hutchinsie des rochers.
- Inula britannica L., Inule d'Angleterre.
- Isopyrum thalictroides L., Isopyre faux pigamon.
- Lathraea squamaria L., Lathrée écailleuse.
- Lathyrus palustris L., Gesse des marais.
- Lathyrus pannonicus subsp. asphodeloides (Gouan) Bässler, Gesse blanche.
- Libanotis pyrenaica var. libanotis (L.) Reduron, synonyme de Seseli libanotis subsp. libanotis, Libanotis.
- Limonium auriculiursifolium (Pourr.) Druce, Statice à feuilles de Lychnis.
- Limonium ovalifolium (Poir.) Kuntze[3], Statice à feuilles ovales.
- Linaria arenaria DC., Linaire des sables.
- Lupinus angustifolius subsp. reticulatus (Desv.) Arcang., Lupin à feuilles étroites.
- Lythrum borysthenicum (Schrank) Litv., Pourpier d'eau du Dniepr.
- Medicago marina L., Luzerne marine.
- Menyanthes trifoliata L., Trèfle d'eau.
- Myrica gale L., Piment royal.
- Nymphoides peltata (S.G.Gmel.) Kuntze, Faux nénuphar.
- Ononis pusilla L., Bugrane naine.
- Ornithopus compressus L., Ornithope comprimé.
- Ornithopus pinnatus (Mill.) Druce, Ornithope penné.
- Parnassia palustris L., Parnassie des marais.
- Pedicularis palustris L., Pédiculaire des marais.
- Pentaglottis sempervirens (L.) Tausch ex L.H.Bailey, Buglosse toujours vert.
- Persicaria bistorta (L.) Samp., synonyme de Polygonum bistorta L., Renouée bistorte.
- Peucedanum gallicum Latourr., Peucédan de France.
- Peucedanum officinale L., Peucédan officinal.
- Pinguicula lusitanica L., Grassette du Portugal.
- Pinguicula vulgaris L., Grassette commune.
- Plantago holosteum Scop., Plantain caréné.
- Polygonum maritimum L., Renouée maritime.
- Potentilla palustris (L.) Scop., Comaret.
- Potentilla supina L., Potentille couchée.
- Pulsatilla rubra (Lam.)Delarbre, Pulsatille rouge.
- Pulsatilla vulgaris Mill., Anémone pulsatille.
- Pyrola minor L., Petite pirole.
- Sagina nodosa (L.) Fenzl, Sagine noueuse.
- Salicornia pusilla J.Woods, Salicorne naine.
- Scolymus hispanicus L., Scolyme d'Espagne.
- Scutellaria hastifolia L., Scutellaire à feuilles hastées.
- Selinum carvifolia (L.) L., Sélin.
- Serratula tinctoria subsp. seoanei (Willk.) Laínz, Serratule de Galice.
- Seseli annuum subsp. annuum., Séséli annuel.
- Sibthorpia europaea L., Sibthorpie d'Europe.
- Silene portensis L., Silène de Porto.
- Silene vulgaris subsp. maritima (With.) A.Löve & D.Löve, Silène à une seule fleur.
- Silene vulgaris subsp. thorei (Dufour) Chater & Walters, Silène de Thore.
- Stellaria palustris Retz., Stellaire des marais.
- Tanacetum corymbosum (L.)  Sch.Bip., Marguerite en corymbes.
- Teesdalia coronopifolia (J.P.Bergeret) Thell., Téesdalie corne de cerf.
- Teucrium botrys L., Germandrée botryde.
- Thalictrum minus L. ssp. minus, Petit pigamon.
- Thlaspi alliaceum L., Tabouret alliacé.
- Thysselinum lancifolium (Hoffmanns. & Link) Calest., synonyme Peucedanum lancifolium (Hoffmanns. & Link) Lange, Peucédan à feuilles en lanières.
- Trifolium michelianum Savi, Trèfle de Micheli.
- Utricularia minor L., Petite utriculaire.
- Vaccinium oxycoccos L., Canneberge.
- Vicia cassubica L., Vesce de Poméranie.
- Viola palustris L., Violette des marais.
- Xeranthemum cylindraceum Sm., Xéranthème fétide.